# Hans Holtorf
Hans Holtorf (* 29. Juni 1899 in Friedrichstadt; † 26. Juni 1984 in Bockholmwik) war ein deutscher Theatergründer, Schriftsteller und Maler.

## Leben
Hans Holtorf ging in Schleswig auf die Domschule und entschied sich früh, Maler zu werden. Er studierte in Kiel sowie München und interessierte sich früh für griechische Mythologie und Kultur. Er war verheiratet mit Agathe geb. Dethlefsen und hatte zwei Kinder, Gyde und Arne (1939–2004, Mediävist an der Universität Tübingen).

### Gründer einer Theaterkompanie
1920 gründete er in Heide die freie Theaterkompanie Masken-Wagen der Holtorf-Truppe, die aus etwa 20 männlichen und 8 weiblichen zwanzigjährigen Schauspielern bestand. Aus ihr gingen später berühmte Theaterleute und Schauspieler hervor (u. a. Ernst Ginsberg, Mathias Wieman, Veit Harlan, Erwin Parker, Werner Finck, Oskar von Schab, Ruth Hellberg, Dora Gerson oder Annette de Fries).
Mit Stücken wie dem Lübecker Totentanz oder mit Werken von Büchner, Wedekind oder Shakespeare zogen sie monatelang durch Deutschland und Dänemark. Mit ihrer modernen, expressionistischen Art waren sie erfolgreich. Zu William Shakespeares Die Komödie der Irrungen und zu Frank Wedekinds König Nicolo schrieb der Potsdamer Komponist Hans Chemin-Petit 1923 und 1924 die Bühnenmusiken.
1925 löste sich die Truppe in Düsseldorf aus Geldmangel auf.

### Übersetzungen
Mit seiner dänischen Frau Agathe entdeckte er das Komödienwerk des Dänen Ludvig Holberg. Für den Masken-Wagen übersetzten sie gemeinsam die Komödie Jeppe vom Berge. Später übersetzten sie alle 32 Werke dieses „dänischen Molière“ ins Deutsche.

### Malerei

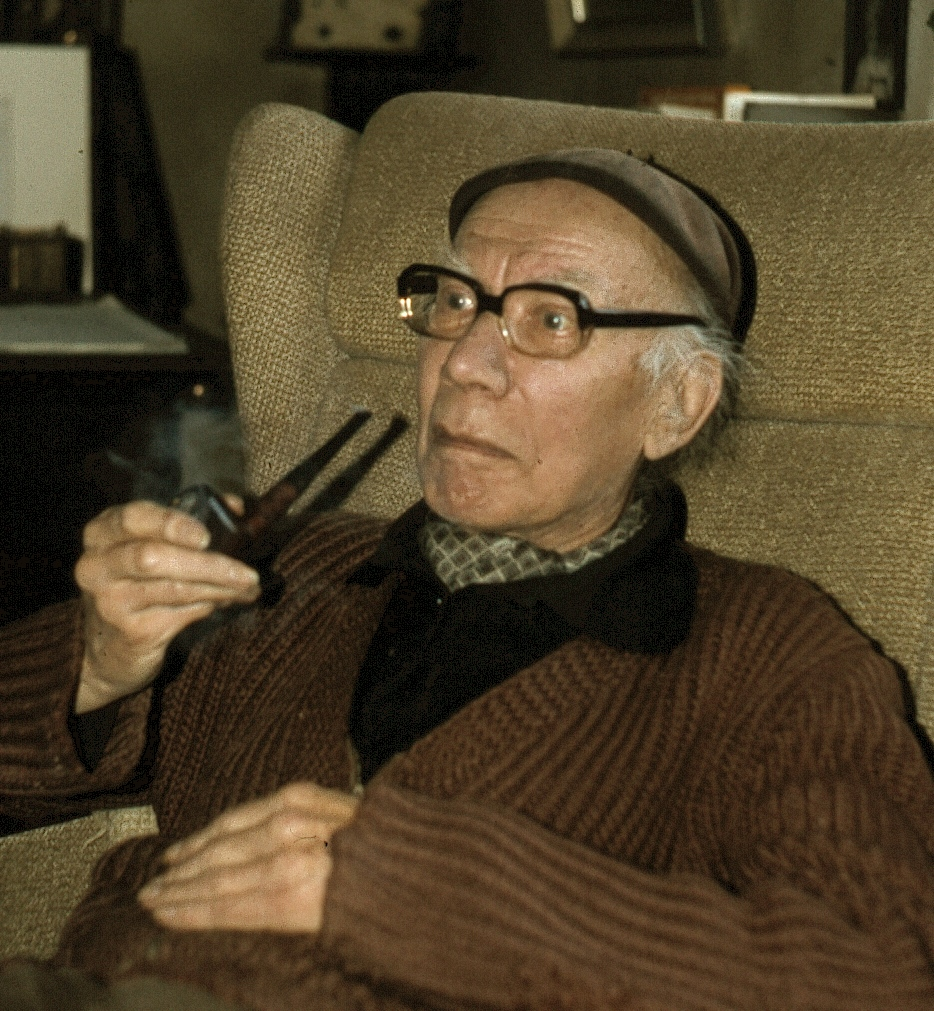
Hans Holtorf, Frühjahr 1980

Holtorf studierte in München bei Heinrich Wölfflin Kunstgeschichte und an der Königlichen Kunstgewerbeschule München unter Richard Riemerschmid den populären Jugendstil. Beide beeinflussten Holtorfs graphisches Frühwerk, das von einem formalen Expressionismus und vom Jugendstil geprägt war. Auch die modernen Bühnenbilder seiner Theaterkompanie wurden von ihm gestaltet.

Hans Holtorf: Abend an der Förde. 1965

Ganz anders entwickelte sich Holtorf in seinem Haupt- und Spätwerk zu einem romantischen Impressionisten. In seinem kleinen selbsterbauten Haus in Bockholmwik wurde er ab 1935 als „Maler der Ostsee“ das künstlerische Vorbild und Zentrum vieler Landschaftsmaler.
Ihn verband eine Freundschaft zu seinem Lehrer und Malerfreund Niko Wöhlk.

### Die „Welt der Griechen“
Spät in seinem Leben, 1956 brach er zu einer Studienreise „zur Ursprungsquelle der europäischen Kunst“ in sein heiß geliebtes Griechenland auf. Der Dithmarscher Maler Willi Graba begleitete ihn. Er studierte in Athen und Olympia den seiner Meinung nach bedeutendsten Bildhauer Pheidîas. Er kam mit vielen Skizzen und einer unveröffentlichten Erzählung Olympische Phantasien zurück. 1959 veröffentlichte er sein Griechisches Skizzenbuch. In seinem Alterswerk arbeitete er an einem Sitzenden Zeus für den Zeustempel von Olympia und an seinem Kunstästhetischen Bekenntnis (188 Seiten, unveröffentlicht).

## Ausstellung
„Hans Holtorf und der Maskenwagen der Holtorf-Truppe (1920–1925)“.
- Museumsberg Flensburg, 9. März bis 4. Mai 2008.
- Museumsinsel Heide, 18. Mai bis 6. Juli 2008.
- Schleswig-Holsteinische Landesbibliothek Kiel, 20. Juli bis 29. August 2008.
- Schleswig-Holsteinische Landesvertretung Berlin, 4. November bis 16. November 2008.

## Auszeichnungen und Ehrungen
- 1958: Friedrich-Hebbel-Preis
- 1962: Kunstpreis des Landes Schleswig-Holstein
- 1969: Friedrich-Hebbel-Preis
- 1976: Friedrich-Hebbel-Preis

## Werke
- Jugend zwischen Malerei und Theater. Lebenserinnerungen 1899–1937. Schleswig 1980.
- Griechisches Skizzenbuch, Hamburg, 1959.
- Lobe Gott und male, Briefe des Malers Nikolaus Wöhlk mit 16 Bild-Wiedergaben. Wolfshagen-Scharbeutz 1955.